# Nödinge kyrka
Nödinge kyrka är en kyrkobyggnad belägen i tätorten Nödinge-Nol i Ale kommun. Den tillhör Nödinge församling i Göteborgs stift i Svenska kyrkan.

## Kyrkobyggnaden
Till platsen är en tradition knuten kring en tidig, eventuellt förkristen, offerkälla belägen nära kyrkan. Källan förekommer i olika sägner rörande orten Nödinges tillkomst.
Nuvarande kyrka byggdes år 1727 och uppfördes utanför en äldre romansk stenkyrka från 1000-talet, vilken revs i samband med nybygget. Långhuset har vitrappade stenmurar och träöverbyggnad. Västtornet av trä är uppfört på en låg stenfot med öppen lanternin.  

### Restaureringar
Kyrkan har restaurerats 1933, 1940 och 1981-1982 under ledning av W. Wernstedt, Sven Gustafsson respektive Karl Gutjahr. En sakristia tillbyggdes 1945. 
Vid det senare tillfället, i samband med grundförstärkning och kulvert för nytt värmesystem, grävdes kyrkans långhus ut och överraskande arkeologiska fynd gjordes: dels meterhöga rester av medeltidskyrkans murar (fortfarande delvis synliga idag genom glasrutor i kyrkgolvet), dels lösfynd som till exempel ett meterlångt svärd av 1200-talstyp och en primklocka. Det mest sensationella var att under medeltidskyrkans murar, och alltså äldre än denna, fanns ett tiotal kristet begravda kvinnor. De flesta av de välbevarade kropparna var lagda i höljen av ask- och ekbark samt björknäver. Ovanpå barkkistorna låg käppar av hassel. Gravarna daterades till 1030-1050, det vill säga sen vikingatid, och är unika för Norden. Då gravskicket på äldre medeltid ofta var att männen begravdes söder om och kvinnorna norr om kyrkan, så tillhörde de funna gravarna eventuellt en kyrkogård norr om en ännu inte påträffad samtida träkyrka. Denna kyrka kan i så fall ha placerats här, trots dåliga markförhållanden, beroende på områdets tidiga betydelse för kult och offer.

## Takmålningar
Inne i kyrkorummet möter en magnifik barockinredning, med takmålningar utförda 1734-1736 av målarmästare Alexander Fox. Det är dennes enda bevarade takmålningar och de har aldrig täckts över. Emellertid modifierades de 1899 av Martin Bernhard Wallström. De ursprungliga målningarna har dock senare tagits fram vid restaureringar utförda 1940 och 1985-1986. Det finns även vägg- och takmålningar, som är placerade i tornet, vilka är äldre och inte utförda av Fox. Man ser tydligt att Fox både motiv- och stilmässigt var mycket influerad av sin lärare Christian von Schönfeldt. Rörande motiven har fornminnesinventeraren Djurklou berättat: "På taflan som föreställer yttersta domen ligger närmast de fördömdas boning några ägg, hvaraf ett är sönderslaget. Anledningen härtill uppgafs vara att målaren köpt ägg av en gumma i socknen, betalt färska men fått skämda, hvarföre han förbittrad häröfver inlagt äggen på taflan och gumman sjelf bland de fördömda".

## Inventarier
- Altaruppsatsen och predikstolen är båda utförda 1730 respektive 1741 av bildhuggaren Johan Petter Weber.
- Dopfunten är från 1200-talet och den kompletterades 1744 av Weber.
- Altartavlan, som återger nattvarden, målades 1731 av Alexander Fox.
- Bänkdörrar, basunängel och nummertavla är allt från 1700-talet.

### Klockor
- Storklockan är av en senmedeltida typ och saknar inskrift. [9]
- Lillklockan har dateringen 1621. Om där inte står 1671. Klockgjutaren är i så fall Hans Ternant i Göteborg. Inskriptionen är på tyska.[10]

## Övrigt
Kyrkan användes vid inspelningen av filmen Sune på bilsemester från 2013.

## Bilder

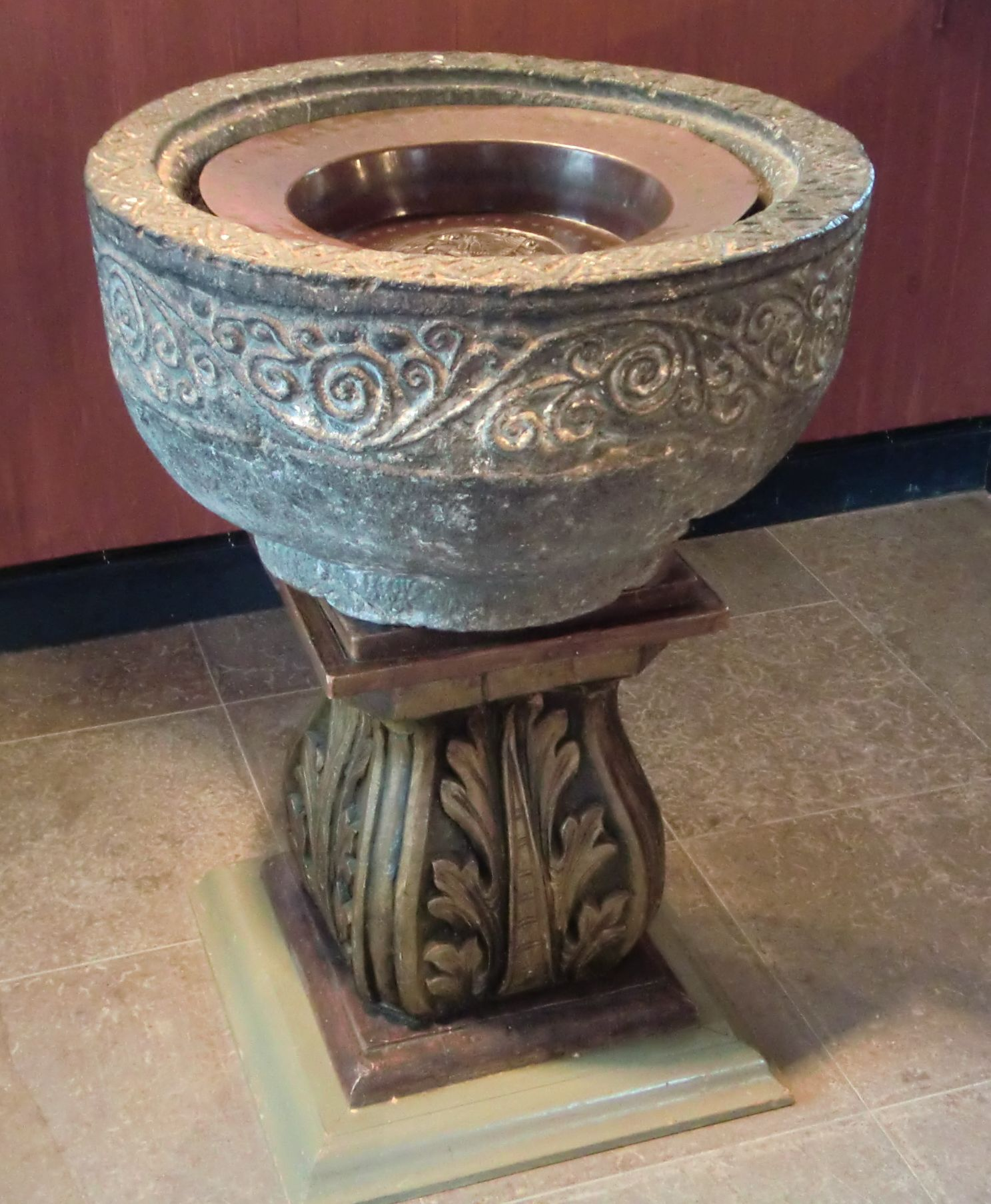
Dopfunten med liljestensmönster.
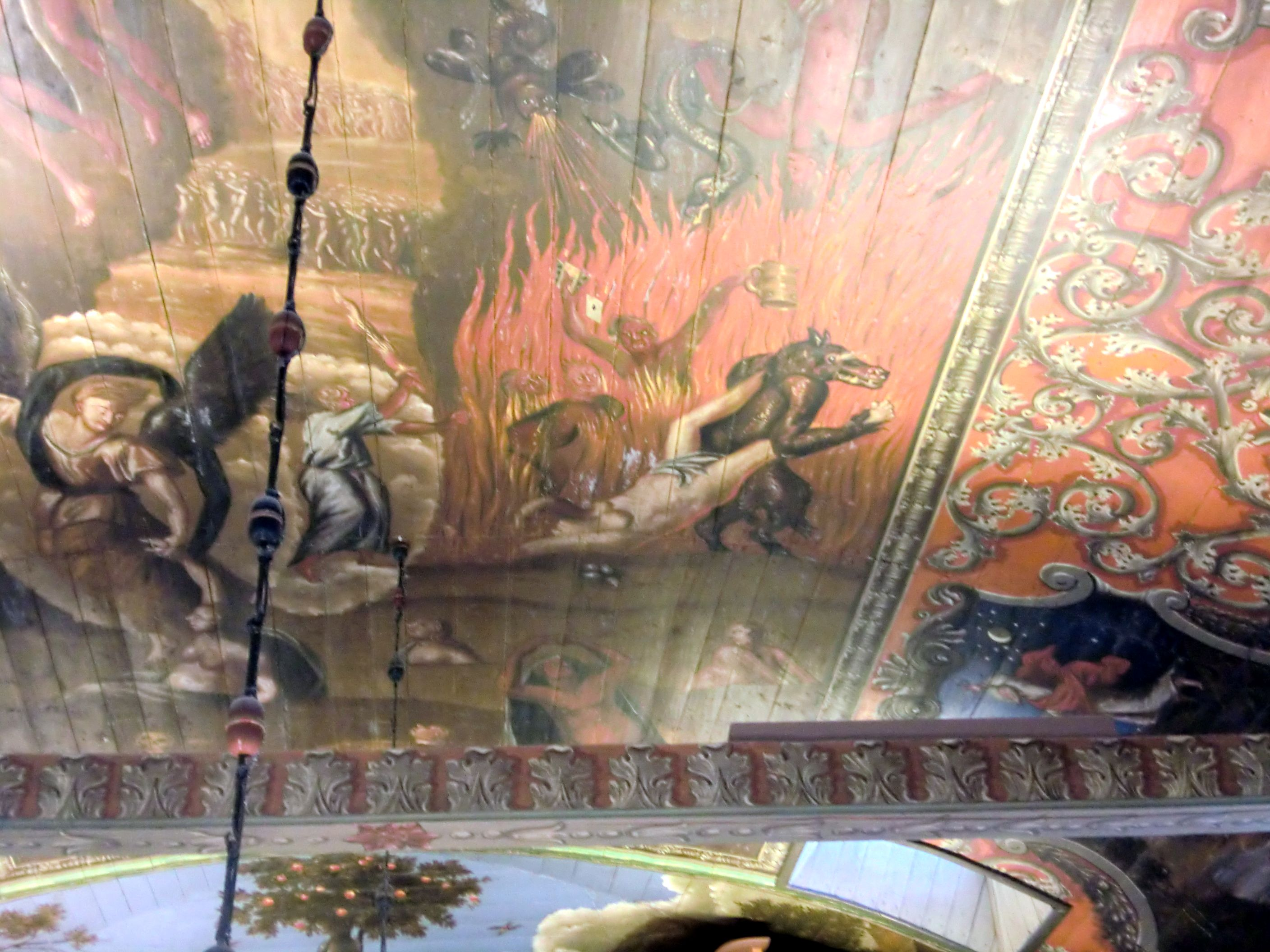
Takmålning.
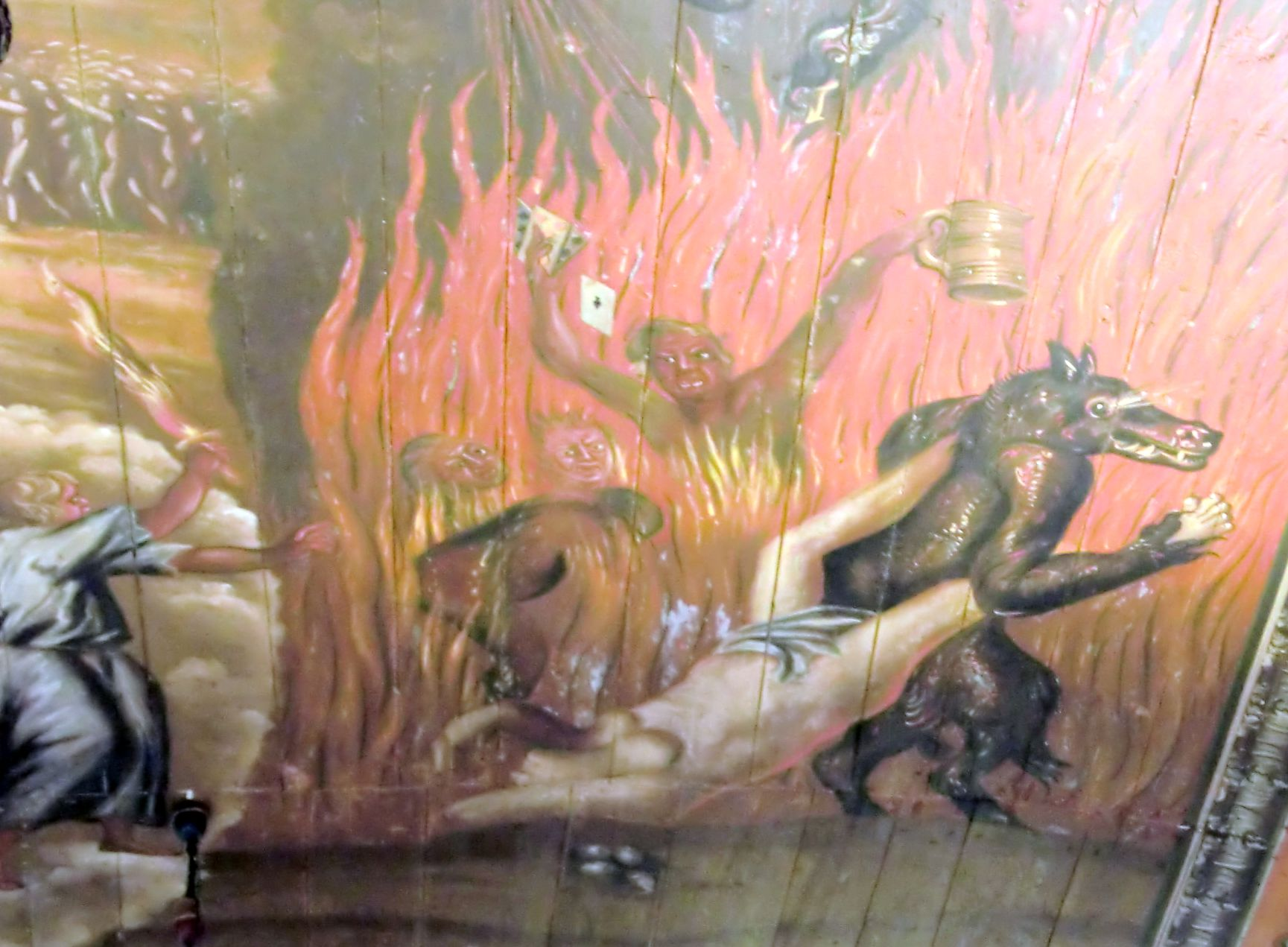
Detalj av takmålning, med "äggen från helvetet" i bildens nederkant.
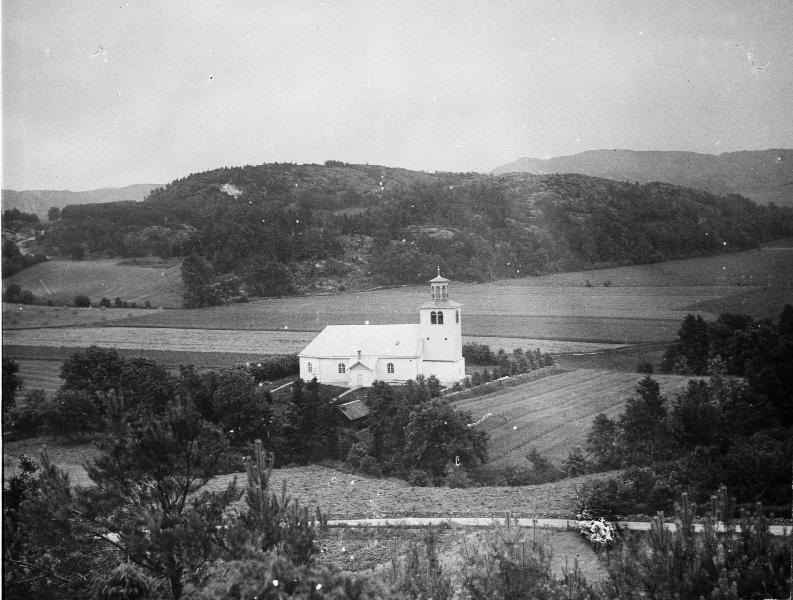
Kyrkan från norr, runt år 1900.